# Sackenbach (Main)
Der Sackenbach ist ein gut drei Kilometer langer und rechter Zufluss des Mains im Landkreis Main-Spessart im bayerischen Spessart.

## Verlauf
Der Sackenbach entspringt dem Erlenbrunnen an der Sohlhöhe (530 m) südlich vom Oberspeicher des Pumpspeicherkraftwerks Langenprozelten. Er fließt in südöstliche Richtung und mündet in Sackenbach in ein Altwasser des Mains.